# Không có tình dục ở Liên Xô
Không có tình dục ở Liên Xô (tiếng Nga: В СССР секса нет) là một câu cửa miệng trong tiếng Nga, xuất phát từ lời nói của một người Liên Xô tham gia "cầu truyền hình" Leningrad, Boston có tựa đề "Women Talk to Women", được ghi âm vào ngày 28 tháng 6 và phát sóng vào ngày 17 tháng 7 năm 1986.

## Lịch sử
Năm 1986, hai người dẫn chương trình truyền hình là Vladimir Pozner của Liên Xô và Phil Donahue của Mỹ, đã tổ chức một trong những chương trình phát sóng "cầu truyền hình" đầu tiên của kỷ nguyên Glasnost, do Vladimir Mukusev đạo diễn. Trong cuộc thảo luận, một người Mỹ tham gia đã đặt câu hỏi với phụ nữ Nga:
| “ | Quảng cáo trên truyền hình có liên quan nhiều đến tình dục ở nước tôi. Bạn có quảng cáo trên tivi không? | ” |

Đại biểu Liên Xô Ludmila Ivanova, quản lý Khách sạn Leningrad và là đại diện "Ủy ban Phụ nữ Liên Xô" trả lời:
| “ | Chúng tôi không có tình dục và chúng tôi kịch liệt phản đối điều đó! | ” |

Cụm từ này chìm trong tiếng cười và tiếng vỗ tay. Một đại biểu Liên Xô khác nói lớn:
| “ | Chúng tôi có tình dục, chúng tôi không có quảng cáo! | ” |

Trong văn hóa đại chúng, cụm từ này đã biến thành "Không có tình dục ở Liên Xô".

## Văn hóa
Cụm từ "Không có tình dục ở Liên Xô" được sử dụng rộng rãi trong tiếng Nga để mô tả định kiến và chủ nghĩa phản đối tình dục trong văn hóa Liên Xô cũng như những điều cấm kỵ trong việc thảo luận công khai về các chủ đề liên quan đến tình dục. Ngược lại, những người ủng hộ chế độ Xô Viết trước đây lại đề cập đến nó như một ví dụ về một cụm từ bị những kẻ gièm pha Liên Xô đưa ra khỏi ngữ cảnh.
- Nhân vật quan chức do Alexander Shirvindt thủ vai trong bộ phim hài năm 1987 Forgotten Melody for a Flute của Eldar Ryazanov đang xin lỗi vì đã cho phép nghệ thuật thân mật bằng cách nói "Không có tình dục".
- Cụm từ này được nhắc đến nhiều lần trong bộ phim hài Deja Vu của Liên Xô-Ba Lan năm 1990.
- Cụm từ này đã truyền cảm hứng cho tiêu đề của bộ phim truyền hình Nga năm 2004 Union Without Sex.

## Trích dẫn
Trong một cuộc phỏng vấn với tờ Komsomolskaya Pravda năm 2004, chính Ivanova đã trình bày một phiên bản hơi khác của câu chuyện:
| “ | Cầu truyền hình bắt đầu, và một phụ nữ Mỹ nói rằng vì cuộc chiến ở Afghanistan, chúng ta nên ngừng quan hệ tình dục với đàn ông của mình, và họ sẽ không đi chiến đấu. Và cô ấy liên tục chỉ tay. Thế là tôi trả lời: "Ở Liên Xô không có tình dục, chỉ có tình yêu. Trong chiến tranh ở Việt Nam, bạn cũng không ngừng ngủ với người đàn ông của mình". Nhưng mọi người chỉ nhớ phần đầu của cụm từ. Tôi không đúng sao? Trong nền văn hóa của chúng tôi, từ "tình dục" hầu như thường gây khó chịu. Chúng tôi không hẳn có tình dục mà là tình yêu. Đó chính là điều tôi muốn nói. | ” |

Việc Ivanova hoàn thành câu nói "Chúng tôi có tình yêu" đã được giám đốc đài truyền hình Vladimir Mukusev xác nhận.
| “ | Khi tôi đang chỉnh sửa chương trình phát sóng, Ivanova đã gọi điện đến trường quay và yêu cầu tôi xóa cụm từ đó. Tôi đã có một vấn đề nan giải. Tôi nhận ra rằng sau khi phát sóng, Ludmila có thể gặp vấn đề với gia đình, bạn bè và với những người khác, và cô ấy sẽ trở thành trò cười. Mặt khác, việc loại bỏ khỏi chương trình phát sóng thứ kết nối tốt nhất giữa hai hãng phim [Liên Xô và Mỹ]—sự hài hước, dường như là bất khả thi đối với tôi. Tôi để lại cụm từ "mang tính lịch sử", mặc dù tôi đã khiến tác giả của nó tức giận. | ” |